# Marcel Dazin
Marcel Dazin, né le 16 février 1944 à Chartres, est un auteur-compositeur-interprète français de chants d'inspiration religieuse, de chansons à texte et de chansons pour enfants.

## Biographie
Marcel Dazin découvre le clavier à l'âge de 14 ans, sur l'harmonium de la chapelle de son quartier. Autodidacte, il devient rapidement organiste et accompagne l'ensemble des chorales du diocèse de Chartres, puis organiste de chœur à la cathédrale de Chartres, et, plus tard, chef de chœur, toujours à la cathédrale de Chartres.

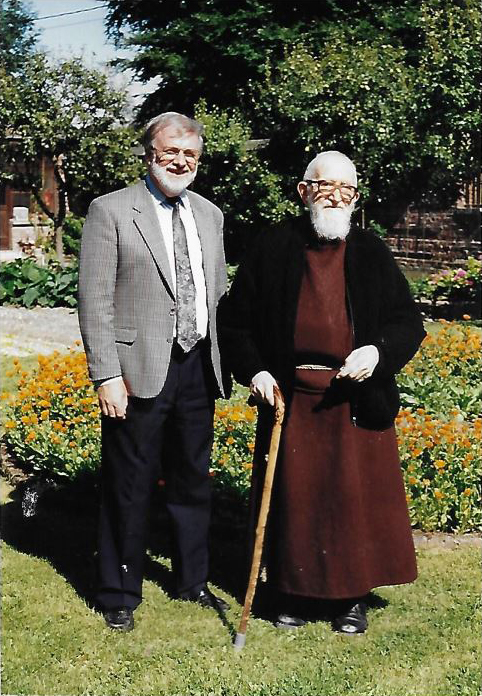
Marcel Dazin avec l'Abbé Pierre.

En 1981, il est directeur artistique aux Éditions Musicales Du Levain, puis crée en 1987 sa propre maison d'édition et de production : le Triforium.
Parallèlement, il commence une carrière d'interprète, qui le conduit, non seulement en France y compris à la Guadeloupe et à la Martinique , mais aussi en Chine (cathédrale de Shanghai), à Taïwan (grande salle des concerts), au Cameroun, en Italie (basilique Saint-Pierre de Rome), en Pologne (Varsovie, Cracovie), en Allemagne... Les chants religieux de Marcel Dazin sont repris dans la plupart des pays francophones. Ils sont régulièrement programmés dans l'émission « Le jour du Seigneur » diffusée le dimanche-matin sur France 2  et recommandés par des revues spécialisées, comme « Chantons en Église ». La Messe Soleil des Nations dont Marcel Dazin est le compositeur, fait partie des messes les plus chantées dans les églises de France métropolitaine et des Antilles,.
En 1993, Marcel Dazin rencontre l'Abbé Pierre, avec qui il enregistre et produit un CD. 
Pour les chansons pour enfants qu'il écrit, c'est Nicole Rieu qui les interprète.
Il interprète lui-même ses chansons à texte, mais également sur les textes d'autres auteurs de la chanson française, tels Jean Ferrat, Jacques Brel ou encore Georges Brassens. Fin 2013, Marcel Dazin annonce mettre fin à sa carrière, même s'il continue à jouer, notamment en 2018 pour l'inauguration du grand orgue numérique de Florensac,.

## Discographie
(incomplète)
- Le Blessé de l'Église - (livre/CD)
- Bonjour la fête 1 - avec Nicole Rieu
- Bonjour la fête 2 - avec Nicole Rieu
- Va sur ton chemin - avec l'Abbé Pierre
- Sur les chemins de Jésus - avec Noël Colombier
- Notre-Dame de l'A.N.P.E
- Paroles de vie
- Chansons en liberté
- Chansons en fête
- Le Repas de la fête
- Montre-nous ton visage
- Nous venons vers toi, Marie
- Messe à Notre-Dame de Guadeloupe et chants de Noël
- Hommage à l'abbé Pierre
- Signe d'amour
- Soleil des nations
- Le repas de la fête
- Viens à la source
- Chartres, cathédrale vivante
- Autour de Noël
- Pour un monde meilleur
- Missa Deo gratias
- Chansons sous les voûtes
- Les Hommes de mon village - (CD 2 titres avec un texte inédit du Père Duval mis en musique par Marcel Dazin)
- Psaumes - (CD 4 titres, dans lequel Marcel Dazin fait un chœur d' hommes à lui tout seul)

## Publication
- Le Blessé de l'Église - livre accompagné d'un CD de 19 chansons